# Robert Mohr (SS-Mitglied)
Robert Adolf Mohr (* 24. Dezember 1909 in Frankfurt am Main; † 3. Februar 1989 in Solingen) war Mitarbeiter im Reichssicherheitshauptamt (RSHA), Leiter zweier Staatspolizeistellen und von 1941 bis 1942 Kommandeur eines Einsatzkommandos der Sicherheitspolizei und des Sicherheitsdienstes in der Sowjetunion.

## Vor 1945
Robert Mohr – nicht zu verwechseln mit dem gleichnamigen Mitarbeiter der Staatspolizeileitstelle München, der im Februar 1943 Sophie Scholl (Weiße Rose) verhörte – legte im Jahr 1930 an der Oberrealschule in Gießen das Abitur ab und studierte anschließend vier Jahre Rechtswissenschaft an den Universitäten Gießen, Genf und Marburg. Noch während des Studiums trat er zum 1. März 1933 der SS (SS-Nummer 180.205) und zum 1. Mai 1933 der NSDAP bei (Mitgliedsnummer 2.257.332).
Nach der Großen Staatsprüfung im Januar 1938 war Mohr zunächst als Vertreter eines Rechtsanwalts tätig. Im September des gleichen Jahres trat Mohr als Assessor in den Dienst der Gestapo, wobei er zunächst im Geheimen Staatspolizeiamt (Gestapa) bzw. Reichssicherheitshauptamt (RSHA) in Berlin arbeitete. Kurzzeitig fungierte er als Sachbearbeiter für die „Umsiedlungen“ beim Befehlshaber der Sicherheitspolizei und des SD (BdS) in Krakau. Nach der Ernennung zum Regierungsrat im Juli 1940 wurde ihm Ende 1940 oder Anfang 1941 im Amt I des RSHA die Leitung des Referats für Allgemeine Personalangelegenheiten übertragen. Damit oblagen ihm unter anderem sämtliche Personalfragen hinsichtlich der Einsatzgruppen der Sipo und des SD in der Sowjetunion.
Von November 1941 bis September 1942 stand Mohr, der mittlerweile zum SS-Sturmbannführer befördert worden war, selber als Kommandeur dem Einsatzkommando 6 der Einsatzgruppe C vor, die in der Ukraine operierte. In dieser Zeit wies er die Ermordung von über 2.000 jüdischen Männern, Frauen und Kindern, von Geisteskranken oder Partisanen an. Seit März/April 1942 setzte Mohr dafür auch Gaswagen ein. Die LKWs, mit einem Aufbau nach Art eines Möbelwagens, fassten mindestens 60 Menschen. Mittels eines Schlauches wurden die Motorabgase in das Wageninnere geleitet.
Im Oktober 1942 übernahm Mohr die Führung der Staatspolizeistelle Darmstadt. Dort organisierte er die weitere Durchführung der Judendeportationen seines Staatspolizeibezirkes in die Vernichtungslager. Am 15. Februar 1944 übertrug das RSHA Mohr die Leitung der Staatspolizeileitstelle Magdeburg. Mohr nahm noch am selben Tag die Arbeit in Magdeburg auf. Da seine Leistungen nach Einschätzung des RSHA „über dem Durchschnitt“ lagen, erfolgte am 20. April 1944 die Ernennung zum Oberregierungsrat. Gleichen Datums wurde er zum SS-Obersturmbannführer befördert. Das Chaos der letzten Kriegstage nutzten Mohr und einige seiner Mitarbeiter, um am 10. April 1945 vor den anrückenden Amerikanern aus Magdeburg zu fliehen.

## Nach 1945
Zunächst versteckte sich Robert Mohr unter falschem Namen in Westfalen. Im Juni 1945 wurde er entdeckt und interniert. Ende 1946 gelang ihm jedoch die Flucht aus dem Lager Nürnberg-Langwasser. Nach wenigen Wochen wurde Mohr in Düsseldorf abermals festgenommen und in das Internierungslager Darmstadt verbracht. Aus diesem konnte er im März 1947 erneut fliehen. Seitdem lebte er unter dem Namen „Bujara“ im Bergischen Land und hatte eine leitende Position in einer Remscheider Firma inne. Nach zwölf Jahren ermittelten die Justizbehörden seine wahre Identität und im November 1959 wurde Mohr in Burg an der Wupper festgenommen. Nach der Einleitung eines Verfahrens im Juni 1963 wegen Beihilfe zum Mord verurteilte das Landgericht Wuppertal Robert Mohr am 13. Dezember 1967 rechtskräftig wegen seiner Verbrechen in der Ukraine zu acht Jahren Gefängnis. Verfahrensgegenstand war die Erschießung und Vergasung tausender Juden sowie die Erschießung kommunistischer Funktionäre und weiterer Zivilisten, darunter 800 Patienten der psychiatrischen Klinik Igrin bei Dnepropetrowsk.